# PERSONZ
PERSONZ（パーソンズ）は、日本のロックバンド。

## 概要
1983年にNOTHING PERSONALという音楽ユニットとして結成。当初は女性ボーカリストのJILLとギタリストの本田毅の2人のユニットという色彩が強かった。その後、元AUTO-MOD（一時並行して在籍）のベーシスト、渡邉貢とドラマーの藤田勉が加わり、1984年にバンド名をPERSONZに改名。新宿LOFTを中心としたライブ活動を展開する。1987年にメジャーデビュー。ドラマ『ママハハ・ブギ』（TBS）の主題歌「DEAR FRIENDS」や、オリコンチャートNo.1アルバム『DREAMERS ONLY』がヒットした。
1992年に本田が脱退。その後しばらく正式メンバーとしてのギタリストは不在であったが、1996年に元ガラパゴスの田中詠司が加入。2001年に田中が脱退した後、2002年から本田が復帰。以降、オリジナルメンバーで活動を続けている。2005年には、すべて新曲のライブでもレコーディングでもない世界初のDVDアルバム『RODEO DRIVE』を発表。この作品は編集無しの一発録りという、珍しい構成になっている。

## メンバー

### 正式メンバー
- JILL（ジル）：ボーカル 東京都出身
- 渡邉貢（わたなべ みつぐ）：ベーシスト 新潟県出身
- 藤田勉（ふじた つとむ）：ドラマー 新潟県出身
- 本田毅（ほんだ たけし）：ギタリスト 東京都出身

1992年5月25日のライブを最後に脱退。2002年11月22日より復帰。復帰のきっかけとなったのは、布袋寅泰のツアーサポートで大阪に滞在していた渡邉が、氷室京介のツアーサポートで同じ日に大阪に滞在していた本田に連絡をとったことから。

### 旧メンバー
- 田中詠司（たなか えいじ）：ギタリスト。1996年3月から2001年4月21日まで在籍。ex-GALAPAGOS、現在はSWEET NUMBER NINEに所属。

## ディスコグラフィ

### シングル
1. RomanEsque-HeartAche（1988年2月24日）
2. BE HAPPY（1988年7月21日）
3. CAN'T STOP THE LOVE（1988年9月21日）
4. DEAR FRIENDS（1989年2月21日）
5. 7COLORS -Over The Rainbow-（1989年5月25日）
6. Fallin' Angel -嘆きの天使-（1989年12月6日）
7. True Love-涙にぬれて-（1991年10月23日）
8. FUTURE STAR（1993年5月12日）
9. I Need You（1993年11月17日）
10. sayonaraは言わない（1994年3月2日）
11. 悲しみの天使（1994年6月1日）
12. VENUSの憂鬱（1994年11月16日）
13. Stay as a Friend -友達のままで-（1995年3月1日）
14. blue heaven（1996年5月9日）
15. Open Sesame!（1996年9月11日）
16. 夢の涯てまでも（1996年11月13日）
17. River（1998年2月25日）
18. DEAR FRIENDS -21st version-（2001年2月9日）
19. SINGIN' （2002年9月26日）
20. HEARTSONG（2006年5月19日） - 携帯限定販売（販売終了）
21. BRAVE HEART（2008年5月28日） - デジタルシングル
22. THE ONLY ONE（2008年7月30日） - デジタルシングル
23. C（2011年1月31日）- LIMITED SINGLES12 - 12ヶ月連続リリースのシングル
24. C#（2011年2月25日）- LIMITED SINGLES12
25. D（2011年3月31日）- LIMITED SINGLES12
26. E♭（2011年4月25日）- LIMITED SINGLES12
27. E（2011年5月23日）- LIMITED SINGLES12
28. F（2011年7月10日）- LIMITED SINGLES12
29. F#（2011年7月10日）- LIMITED SINGLES12
30. G（2011年8月30日）- LIMITED SINGLES12
31. G#（2011年10月17日）- LIMITED SINGLES12
32. A（2011年10月17日）- LIMITED SINGLES12
33. B♭（2011年11月23日）- LIMITED SINGLES12
34. B（2011年12月22日）- LIMITED SINGLES12
35. FLOWER OF LOVE（2024年1月25日）- デジタルシングル
36. DEAR YOU（2024年2月28日）- デジタルシングル

### アルバム
1. PERSONZ（1987年9月21日）
2. MODERN BOOGIE（1988年7月21日）
3. NO MORE TEARS（1989年3月14日）
4. DREAMERS ONLY（1989年12月6日）
5. PRECIOUS?（1990年12月8日）
6. MOVE（1991年12月4日）
7. The Show Must Go On（1993年6月9日）
8. 砂の薔薇（1994年4月20日）
9. OURS（1995年4月8日）
10. GUARDIAN ANGEL（1996年10月10日）
11. Rain In My Heart（1998年3月25日）
12. Departure!（1999年10月20日）
13. APOLLO（2001年3月16日）
14. HOME COMING（2002年10月23日）
15. fireball（2004年2月25日）
16. mirrorball（2004年2月25日）
17. AMPLIFIER（2006年11月29日）
18. HEART OF GOLD（2008年10月22日）
19. ROCK'A'THERAPY（2010年6月23日）
20. 夢の凱旋－TRIUMPH OF DREAM－（2015年6月3日）

### ミニアルバム
1. Romantic Revolution（1986年7月10日） - インディーズ
2. POWER-PASSION（1987年3月11日） - インディーズ
3. RomanEsque-HeartAche（1988年2月21日）
4. GENERATOR（1995年9月27日）
5. I AM THE BEST!（2020年4月15日）

### ベストアルバム
1. singin'（1992年12月9日）
2. Romantic Revolution/POWER-PASSION（1992年12月16日）- インディーズ時代に発売されたLP2作品とソノシートを1枚にまとめたもの
3. PERSONZ BEST（1994年3月23日）
4. PERSONZ BEST II（1994年12月1日）
5. singin'II 1993-1998（1998年11月26日）
6. TWIN VERY BEST COLLECTION（2002年12月18日）
7. PERSONZ ULTIMATE HITS〜BAIDIS YEARS〜（2009年10月21日）
8. ALL TIME BEST（2014年9月17日）

### ライブアルバム
1. COME ALIVE 1986-1995（1996年4月17日）
2. 20021122comealive（2003年3月26日）- 1000枚限定生産
3. 20080114comealive（2008年3月20日）

### カバーアルバム
1. BOØWY meets PERSONZ〜BOYS, WILL BE BOYS〜（2009年10月28日）
2. BOØWY meets PERSONZ〜GIRLS, WILL BE GIRLS〜（2009年10月28日）

### ビデオ
1. CAN'T STOP THE LOVE〜We're PERSONZ〜（1988年9月21日）
2. 1.11.1.111,111 DEAR FRIENDS（1990年1月21日）
3. 7COLORS[Over The Rainbow]（1990年11月30日）
4. PERSONZ IN 武道館（1991年1月21日）
5. MOMENTS DOCUMENTARY FILM '90-'91（1991年5月10日）
6. singin' BEST VIDEO CLIPS（1992年12月16日）
7. Live Video OURS（1995年7月5日）
8. ライブ帝国 PERSONZ（2003年8月6日）
9. singin'III 1993-2002 BEST VIDEO CLIPS（2004年2月25日）
10. ライブ帝国 PERSONZ II（2004年3月3日）
11. 20040228comealive（2004年7月8日）
12. ONE NIGHT SPECIAL SHOW AT THE BALLROOM（2005年1月26日）
13. RODEO DRIVE -BOOTLEG-（2005年4月18日）
14. RODEO DRIVE（2005年6月24日）
15. DRAGON LILY（2006年3月24日）
16. PERSONZ UNPLUGGED BEST（2006年10月25日）- ライブアルバム / CD+DVD
17. 2005-2007comealive-live!live!live!collection（2007年10月27日）
18. PERSONZ AMPLIFIER BEST （2007年12月29日）- ライブアルバム / CD+DVD
19. PERSONZ 25th ANNIVERSARY「GOLD」（2009年5月1日）- ライブアルバム(CD)/ライブビデオ(DVD)/ドキュメントビデオ（DVD）の3枚組
20. PERSONZ 25th ANNIVERSARY PERSONS to PERSONZ TOUR 2009.11.29（2010年2月25日）- ライブビデオ（DVD）
21. PERSONZ ROCK'A'THERAPY TOUR 2010.07.31（2010年9月21日）- ライブビデオ（DVD+CD）
22. PERSONZ 2011+20 TOUR at SHIBUYA O-EAST（2011年6月18日）- ライブビデオ（DVD+CD）
23. PERSONZ MANIA 20101121（2011年10月16日）- ライブビデオ（DVD）
24. PERSONZ MANIA 20111016（2012年1月13日）- ライブビデオ（DVD）
25. ROCK'A'THERAPY（2013年）- ライブビデオ（DVD）
26. PERSONZ DREAMERS ONLY SPECIAL 2014-2015 ROAD TO BUDOKAN COME TOGETHER!（2015年3月18日）- ライブDVD+ライブCD
27. PERSONZ DREAMERS ONLY SPECIAL 2014-2015 ROAD TO BUDOKAN FINAL（2015年9月30日）- ライブDVD+ライブCD

### 書籍
1. DREAMERS（1990年9月30日／角川書店／ISBN 978-4-04-883268-7）
2. LUCKY STAR は曇らない（1991年12月4日／角川書店／ISBN 978-4-04-883305-9）
3. JILL'S SALON LUCKY STAR は曇らないII（2006年12月24日／ZOE CORPORATION）

バンドスコア
1. PERSONZ（1988年3月20日／スコアーハウス／ISBN 978-4-915591-89-1）
2. PERSONZ MODERN BOOGIE（1989年11月15日／スコアーハウス／ISBN 978-4-88277-009-1）
3. PERSONZ NO MORE TEARS（1989年10月20日／スコアーハウス／ISBN 4-88277-007-5）
4. PERSONZ DREAMERS ONLY（1990年4月30日／スコアーハウス／ISBN 4-88277-015-6）
5. PERSONZ DEAR FRIENDS YOKOHAMA ARENA VOL.I （1990年10月10日／スコアーハウス／ISBN 4-88277-021-0）
6. PERSONZ DEAR FRIENDS YOKOHAMA ARENA VOL.II （1990年11月25日／スコアーハウス／ISBN 4-88277-022-9）
7. PERSONZ PRECIOUS?（1991年4月10日／スコアーハウス／ISBN 4-88277-028-8）
8. PERSONZ MOVE（1992年4月30日／スコアーハウス／ISBN 4-88277-043-1）
9. PERSONZ singin'（1993年6月15日／スコアーハウス／ISBN 4-88277-061-X）
10. PERSONZ Romantic Revolution/POWER-PASSION（1993年9月20日／スコアーハウス／ISBN 4-88277-064-4）
11. PERSONZ The Show Must Go On（1994年2月25日／スコアーハウス／ISBN 978-4-88277-067-1）
12. PERSONZ 砂の薔薇（1995年2月10日／スコアーハウス／ISBN 4-88277-078-4）
13. PERSONZ OURS（1995年10月31日／スコアーハウス／ISBN 4-88277-087-3）

## タイアップ一覧
| 使用年 | 曲名                            | タイアップ |
| ------ | ------------------------------- | --- |
| 1989年 | 7COLORS -Over The Rainbow-      | Panasonic「ヘッドフォンステレオ」CFソング                                                                         |
| 1989年 | DEAR FRIENDS                    | TBS系ドラマ『ママハハ・ブギ』主題歌                                                                               |
| 1989年 | Dreamers                        | Panasonic「ヘッドフォンステレオ」CFソング                                                                         |
| 1993年 | FUTURE STAR                     | テレビ朝日系『ステーションEYE』エンディングテーマ                                                                 |
| 1993年 | I Need You                      | ミナミ'94スキーCMソング                                                                                           |
| 1994年 | sayonaraは言わない              | 東宝配給アニメ映画『幽☆遊☆白書 冥界死闘篇 炎の絆』主題歌                                                          |
| 1994年 | 悲しみの天使                    | テレビ東京系『ダイヤモンドサッカー』エンディングテーマ                                                            |
| 1994年 | VENUSの憂鬱                     | フジテレビ系『なるほど!ザ・ワールド』エンディングテーマ                                                           |
| 1995年 | Stay as a Friend -友達のままで- | ABCテレビ・テレビ朝日系ドラマ『SALE!』主題歌                                                                      |
| 1996年 | 夢の涯てまでも                  | テレビ東京系アニメ『爆走兄弟レッツ&ゴー!!』エンディングテーマ（第40話 - 第51話）                                  |
| 1998年 | Babylon Baby                    | アクセラ PlayStation用ゲームソフト「コンビネーションプロサッカー〜Jリーグの監督になって世界をめざせ！〜」CMソング |
| 1999年 | ひまわり                        | 丸美産業 CMソング                                                                                                 |
| 2000年 | WISH                            | WOWOW BSデジタル開局記念連続ドラマ『zap Entertainment! おれ、ぼく、あたし。』主題歌                               |
| 2001年 | DEAR FRIENDS -21st version-     | 河合塾 CMソング                                                                                                   |